# Чемпионат СССР по волейболу среди женщин 1970
32-й чемпионат СССР по волейболу среди женщин (класс «А», 1-я группа) проходил с января по март 1970 года с участием 8 команд. Чемпионский титул в 8-й раз в своей истории выиграло московское «Динамо».

## Система проведения чемпионата
8 команд 1-й группы класса «А» провели трёхкруговой турнир по туровой системе, по результатам которого определена итоговая расстановка мест. Худшая команда провела переходные матчи с победителем 2-й группы за путёвку в 1-ю группу сезона 1971 года. 

## 1-я группа
| М | Команда                 | 1           | 2           | 3           | 4           | 5           | 6           | 7           | 8           | И  | В  | П  | С/П   | О  |
| - | ----------------------- | ----------- | ----------- | ----------- | ----------- | ----------- | ----------- | ----------- | ----------- | -- | -- | -- | ----- | -- |
| 1 | «Динамо» Москва         |             | 3:0 3:2 3:1 | 3:0 3:0 3:0 | 2:3 3:2 3:0 | 3:0 3:1 3:0 | 3:1 3:0 3:1 | 3:0 3:1 3:1 | 3:1 3:1 3:0 | 21 | 20 | 1  | 62:15 | 20 |
| 2 | «Буревестник» Ленинград | 0:3 2:3 1:3 |             | 3:2 1:3 3:0 | 2:3 3:1 2:3 | 1:3 3:0 3:2 | 3:1 3:0 3:2 | 3:1 3:2 3:0 | 3:0 3:0 3:1 | 21 | 14 | 7  | 51:33 | 14 |
| 3 | «Локомотив» Москва      | 0:3 0:3 0:3 | 2:3 3:1 0:3 |             | 3:0 3:1 3:1 | 3:1 1:3 3:1 | 3:0 3:1 1:3 | 2:3 3:0 3:1 | 3:0 3:0 3:1 | 21 | 13 | 8  | 45:32 | 13 |
| 4 | ЦСКА                    | 3:2 2:3 0:3 | 3:2 1:3 3:2 | 0:3 0:3 1:3 |             | 3:2 1:3 0:3 | 3:1 3:2 3:2 | 3:1 3:0 3:0 | 3:0 3:2 3:0 | 21 | 13 | 8  | 45:40 | 13 |
| 5 | «Буревестник» Одесса    | 0:3 1:3 1:3 | 3:1 0:3 2:3 | 1:3 3:1 1:3 | 2:3 3:1 3:0 |             | 3:1 3:1 0:3 | 2:3 3:2 3:0 | 3:2 3:2 3:1 | 21 | 11 | 10 | 42:42 | 11 |
| 6 | «Нефтяник» Баку         | 1:3 0:3 1:3 | 1:3 0:3 2:3 | 0:3 1:3 3:1 | 1:3 2:3 2:3 | 1:3 1:3 3:0 |             | 3:0 3:1 3:2 | 3:2 3:1 3:0 | 21 | 8  | 13 | 37:46 | 8  |
| 7 | «Буревестник» Киев      | 0:3 1:3 1:3 | 1:3 2:3 0:3 | 3:2 0:3 1:3 | 1:3 0:3 0:3 | 3:2 2:3 0:3 | 0:3 1:3 2:3 |             | 3:0 3:2 3:0 | 21 | 5  | 16 | 27:54 | 5  |
| 8 | «Спартак» Минск         | 1:3 1:3 0:3 | 0:3 0:3 1:3 | 0:3 0:3 1:3 | 0:3 2:3 0:3 | 2:3 2:3 1:3 | 2:3 1:3 0:3 | 0:3 2:3 0:3 |             | 21 | 0  | 21 | 16:63 | 0  |

В переходных матчах краснодарское «Динамо» победило минский «Спартак» и выиграло путёвку в 1-ю группу сезона 1971 года.

## 2-я группа
1. «Динамо» Краснодар
2. «Спартак» Донецк
3. «Спартак» Харьков
4. «Автомобилист» Ташкент
5. «Спартак» Ленинград
6. «Динамо» Воронеж
7. «Уралочка» Свердловск
8. «Спартак» Иркутск
9. АДК Алма-Ата
10. «Буревестник» Фрунзе
11. «Электронас» Вильнюс
12. «Аврора» Рига
13. «Динамо» Ленинград
14. «Калев» Таллин
15. «Буревестник» Тбилиси
16. «Таджикистан» Душанбе
17. «Спартак» Москва
18. «Захмет» Ашхабад
19. «Спартак» Ереван
20. «Молдова» Кишинёв

## Призёры
«Динамо» (Москва): Лариса Андронова, Марионна Батутите, Людмила Булдакова, Ирина Ефремова, Марита Катушева, Лариса Петренко, Антонина Рыжова, Роза Салихова, Нина Смолеева, Эльвира Толкачёва, Любовь Тюрина (Евтушенко), Зоя Юсова. Тренер — Гиви Ахвледиани.
 «Буревестник» (Ленинград): С.Алимова (Ильиных), Татьяна Елисеева, Т.Ефименко, Т.Князева, Т.Кожевникова, Г.Костюкова, Наталья Кудрева, И.Макаренкова, В.Пупынина, С.Русенко, В.Свирида, Т.Семёнова, С.Фетисова (Валетенкова). Тренер — Владимир Зедгенидзе.
 «Локомотив» (Москва): Ирина Беспалова, И.Дмитриевская, Л.Лоц, Э.Мушкарина, Лидия Охриц, В.Петрова, Татьяна Сарычева, Т.Сердюкова, Н.Сидорина, А.Тишкевич, В.Холопова, Т.Яковлева. Тренер — Михаил Сунгуров.